# Enicospilus kobus
Enicospilus kobus är en stekelart som beskrevs av Ian D. Gauld och Mitchell 1981. Enicospilus kobus ingår i släktet Enicospilus och familjen brokparasitsteklar. Inga underarter finns listade i Catalogue of Life.